# Blændværk
Blændværk er en dansk film fra 1955.
- Manuskript Erik Fiehn.
- Instruktion Johan Jacobsen.

Blandt de medvirkende kan nævnes:
- Mimi Heinrich
- Henrik Wiehe
- Poul Reichhardt
- Kjeld Petersen
- Poul Müller
- Asbjørn Andersen
- Vera Gebuhr
- Karen Lykkehus
- Jakob Nielsen
- Johannes Meyer
- Jørn Jeppesen
- Ib Schønberg